# Jack Adams (Eishockeyspieler, 1895)
John James „Jack“ Adams (* 14. Juni 1895 in Fort William, Ontario; † 1. Mai 1968 in Detroit, Michigan, USA) war ein kanadischer Eishockeyspieler, -trainer und -manager, der von 1918 bis 1927 für die Toronto Arenas, Toronto St. Patricks und Ottawa Senators in der National Hockey League spielte. Er ist der einzige dessen Name als Spieler, Trainer und Manager auf dem Stanley Cup eingraviert wurde.

## Karriere

### Spieler
Nachdem er einige Jahre in Amateurligen gespielt hatte, verpflichteten die Toronto Arenas den damals 22-jährigen Adams noch für acht Spiele in der ersten NHL-Saison. Dort gewann er seinen ersten Stanley Cup. Nach einer weiteren Spielzeit wechselte er für drei Jahre zu den Vancouver Millionaires in die Pacific Coast Hockey Association. Hier beförderte er im letzten Spiel der Saison 1920/21 den Puck ins eigene Tor. Der Schiedsrichter benannte Adams als Torschützen, so dass dieser der einzige Eishockeyspieler in der Geschichte wurde, dem offiziell ein Eigentor zuerkannt wurde. In der folgenden Saison gewann er in der PCHA den Titel des Topscorers. Nachdem er 1922 mit den Millionaires zum zweiten Mal in Folge die Finalserie um den Stanley Cup verloren hatte, kehrte er zum amtierenden Cup-Sieger nach Toronto zurück, wo das Team mittlerweile in Toronto St. Patricks umbenannt worden war. Nach vier Jahren in Toronto wechselte er zu den Ottawa Senators. Wie in seiner ersten NHL-Saison gewann er 1927 in seiner letzten Saison als Spieler noch einmal den Stanley Cup.

### Trainer und Manager
Der NHL-Präsident Frank Calder legte Adams nahe, die Detroit Cougars, ein neues Team, das in der ersten Saison schlecht abgeschnitten hatte, als Trainer und General Manager zu übernehmen. Das Team wurde zuerst in Falcons und 1932 in Detroit Red Wings umbenannt. Es gelang ihm eine schlagkräftige Mannschaft aufzubauen und 1934 führte er sein Team erstmals in die Finals um den Stanley Cup. Dort unterlag sein Team den Chicago Black Hawks, doch in der Saison 1935/36 holte er zum ersten Mal den Stanley Cup nach Detroit. Im Jahr darauf konnten die Red Wings den Titel verteidigen. Nach einigen weniger erfolgreichen Jahren führte er seine Wings 1941 wieder in die Finals, doch sowohl in diesem als auch im nächsten Jahr unterlagen sie. Erst im dritten Anlauf in Folge konnten die Red Wings 1943 ihren dritten Stanley Cup gewinnen. Nach einer weiteren Finalniederlage 1945 gab er 1947 seinen Posten hinter der Bande der Red Wings, hinter der er 20 Jahre gestanden hatte, an Tommy Ivan ab. Als General Manager blieb er noch bis 1962 aktiv. In dieser Zeit etablierte er eine sehr erfolgreiche Suche nach Talenten und ein ausgedehntes Farmteam-System. In diese Zeit fielen zwischen 1950 und 1955 noch vier weitere Stanley-Cup-Siege. Die größte Freude hatte er in diesen Jahren an Gordie Howe, den er entdeckt, verpflichtet und zum Star entwickelt hatte, doch auch spätere Stars wie Ted Lindsay, Terry Sawchuk, Alex Delvecchio und Red Kelly waren unter den zahlreichen Entdeckungen von Jack Adams.

### Ehrungen
Jack Adams wurde 1959 mit der Aufnahme in die Hockey Hall of Fame geehrt. 1963 gründete er die Central Hockey League und war auch bis zu seinem Tod 1968 Präsident der Liga. Seit 1974 ehrt die NHL den besten Trainer einer Saison mit dem nach ihm benannten Jack Adams Award.

## Sportliche Erfolge
- Stanley Cup: 1918 und 1927 (als Spieler); 1936, 1937 und 1943 (als Trainer und General Manager); 1950, 1952, 1954 und 1955 (als General Manager)

### Persönliche Auszeichnungen
- First All-Star Team (als Trainer): 1937 und 1943
- Second All-Star Team (als Trainer): 1945
- Lester Patrick Trophy: 1966